# Campionato europeo femminile di pallacanestro Under-18 Division C 1997
Il Campionato europeo femminile di pallacanestro Under-18 1997 di Division C (noto anche come FIBA U18 Women's European Championship Division C 1997) si è svolto in Malta a Rabat.

## Squadre partecipanti
- Andorra
- Armenia
- Galles
- Gibilterra

- Inghilterra
- Irlanda
- Malta
- Scozia

## Prima Fase

### Girone A
| Pos | Squadra    | G | V | P | PF  | PS  | DP   | Pt |
| --- | ---------- | - | - | - | --- | --- | ---- | -- |
| 1   | Irlanda    | 3 | 3 | 0 | 285 | 96  | +189 | 6  |
| 2   | Armenia    | 3 | 2 | 1 | 241 | 133 | +108 | 5  |
| 3   | Malta      | 3 | 1 | 2 | 154 | 181 | −27  | 4  |
| 4   | Gibilterra | 3 | 0 | 3 | 67  | 337 | −270 | 3  |

| Rabat 15 luglio 1997 | Gibilterra | 10 – 115 | Irlanda |  |

| Rabat 15 luglio 1997 | Malta | 37 – 50 | Armenia |  |

| Rabat 16 luglio 1997 | Armenia | 131 – 23 | Gibilterra |  |

| Rabat 16 luglio 1997 | Irlanda | 97 – 26 | Malta |  |

| Rabat 17 luglio 1997 | Armenia | 60 – 73 | Irlanda |  |

| Rabat 17 luglio 1997 | Gibilterra | 34 – 91 | Malta |  |

### Girone B
| Pos | Squadra     | G | V | P | PF  | PS  | DP   | Pt |
| --- | ----------- | - | - | - | --- | --- | ---- | -- |
| 1   | Inghilterra | 3 | 3 | 0 | 219 | 144 | +75  | 6  |
| 2   | Scozia      | 3 | 2 | 1 | 226 | 145 | +81  | 5  |
| 3   | Andorra     | 3 | 1 | 2 | 153 | 161 | −8   | 4  |
| 4   | Galles      | 3 | 0 | 3 | 91  | 239 | −148 | 3  |

| Rabat 15 luglio 1997 | Andorra | 42 – 64 | Scozia |  |

| Rabat 15 luglio 1997 | Galles | 32 – 78 | Inghilterra |  |

| Rabat 16 luglio 1997 | Inghilterra | 64 – 45 | Andorra |  |

| Rabat 16 luglio 1997 | Scozia | 95 – 26 | Galles |  |

| Rabat 17 luglio 1997 | Andorra | 66 – 33 | Galles |  |

| Rabat 17 luglio 1997 | Inghilterra | 77 – 67 | Scozia |  |

## Seconda Fase

### Semifinali
- 5º - 8º posto

| Rabat 18 luglio 1997 | Gibilterra | 14 – 68 | Andorra |  |

| Rabat 18 luglio 1997 | Galles | 42 – 69 | Malta |  |

- 1º - 4º posto

| Rabat 18 luglio 1997 | Armenia | 66 – 68 | Inghilterra |  |

| Rabat 18 luglio 1997 | Scozia | 80 – 100 | Irlanda |  |

### Finali
- 7º - 8º posto

| Rabat 19 luglio 1997 | Gibilterra | 49 – 69 | Galles |  |

- 5º - 6º posto

| Rabat 19 luglio 1997 | Andorra | 60 – 39 | Malta |  |

- 3º - 4º posto

| Rabat 19 luglio 1997 | Armenia | 89 – 78 | Scozia |  |

- 1º - 2º posto

| Rabat 19 luglio 1997 | Inghilterra | 58 – 69 | Irlanda |  |

## Classifica finale
| Pos     | Team        |
| ------- | ----------- |
| Oro     | Irlanda     |
| Argento | Inghilterra |
| Bronzo  | Armenia     |
| 4       | Scozia      |
| 5       | Andorra     |
| 6       | Malta       |
| 7       | Galles      |
| 8       | Gibilterra  |